# Bungei

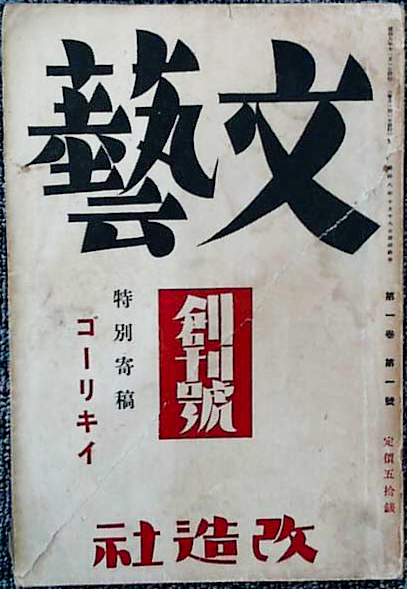
Couverture du premier numéro de Bungei en octobre 1933.

Bungei (文藝, « Fiction ») est un magazine littéraire japonais publié depuis les années 1930.

## Historique
Le magazine paraît d'abord en 1930 chez l'éditeur Kaizōsha puis les éditions Kawade Shobō en reprennent la publication en 1944. En 1962, Bungei est publié mensuellement jusqu'en 1980 quand la publication devient trimestrielle. Le magazine organise le prix Bungei, un concours ouvert aux nouveaux auteurs. Les écrivains Yasuo Tanaka, Akemi Hotta, Risa Wataya et Natsu Minami sont d'anciens récipiendaires du prix.
Avec Gunzō (群像), Shinchō (新潮), Bungakukai (文學界) et Subaru (すばる), Bungei fait partie des cinq plus importants magazines littéraires du Japon.